# Nelson Stone
Nelson Stone (né le 2 juin 1984 à Hula) est un athlète papou-néo-guinéen, spécialiste du sprint.
Lors des Championnats d'Océanie d'athlétisme 2010, il remporte trois médailles dont un titre sur 200 m. Le 8 octobre 2010, il court le 400 m en 46 s 70	à New Delhi pendant les Jeux du Commonwealth.
En 2012, son meilleur temps est de 46 s 71 obtenu lors des Jeux olympiques de la même année.
Il remporte la médaille d’or du 400 m lors des Jeux du Pacifique de 2011 et de ceux de 2015.

## Records
| Épreuves | Temps        | Lieu      | Date              |
| -------- | ------------ | --------- | ----------------- |
| 100 m    | 10 s 59      | Cairns    | 23 septembre 2010 |
| 200 m    | 21 s 09      | Cairns    | 25 septembre 2010 |
| 400 m    | 46 s 70 (NR) | New Delhi | 8 octobre 2010    |